# Luigi Riva
Luigi Riva, también conocido por su apodo Gigi (Leggiuno, 7 de noviembre de 1944-Cagliari, 22 de enero de 2024) fue un futbolista italiano, para algunos expertos, el mejor delantero que ha existido en Italia.
Luigi Riva es el máximo goleador de la historia de la selección italiana de fútbol con 35 goles en 42 partidos. (en todas las competiciones oficiales) entre 1965 y 1974. La fuerza de su pie izquierdo es legendaria, hasta el punto de que el periodista Gianni Brera lo apodó "sonido del trueno" (Rombo di Tuono).

"A Gigi Riva el pie derecho no le sirve más que para subir al tranvía".
Manlio Scopigno, entrenador del Cagliari 1969/70

Luigi Riva jugó en el Mundial de México en 1970 con la selección de Italia con la que se enfrentó en la final a Brasil, perdiendo por 4 goles a 1. Riva disfrutó de un notable récord goleador para Cagliari gracias a su proyección frontal hacia la portería, potente zurda y habilidad aérea. Su velocidad, fuerza y ojo para el gol fueron notables. Aparte de su temporada de debut con el Legnano, Riva permaneció en el club sardo durante toda su carrera: ayudó al Cagliari a lograr el ascenso a la máxima categoría italiana por primera vez en 1964, y luego llevó al club a su único título de la Serie A en 1969–70.
A nivel internacional, Riva ganó el Campeonato de Europa de la UEFA de 1968 y fue subcampeón de la Copa Mundial de la FIFA de 1970 con la selección italiana. También participó en la Copa Mundial de la FIFA 1974.
Después de retirarse en 1976, Riva se desempeñó brevemente como presidente de Cagliari durante la temporada 1986-87, y más tarde fue gerente de equipo y director de la selección italiana desde 1988 hasta 2013.

## Biografía
Luigi Riva inició su carrera futbolística en el Legnano de la Serie C en 1962, en dicho club solo permaneció un año pues al año siguiente, fue adquirido por el club en el que jugaría toda su vida, el Cagliari. Debutó en septiembre de 1964 contra la Roma, fue también el máximo goleador del Calcio en tres ocasiones, en 1967, 1969 y 1970.
Su carrera también estuvo plagada de multitud de lesiones, se rompió su pierna izquierda en un partido contra Portugal justo antes del Mundial 1966, posteriormente se rompió la pierna derecha en un partido contra Austria, esta vez justo antes del Mundial 1970. En 1976, en su último año con el Cagliari, se rompió el tendón de la pierna derecha en un partido contra el Milan, no se pudo recuperar satisfactoriamente de dicha lesión y decidió retirarse en 1978, cuando llevaba dos años sin poder jugar con el equipo de sus amores. Tras su retirada se convirtió en uno de los asistentes ejecutivos del Cagliari y de la selección de fútbol de Italia.

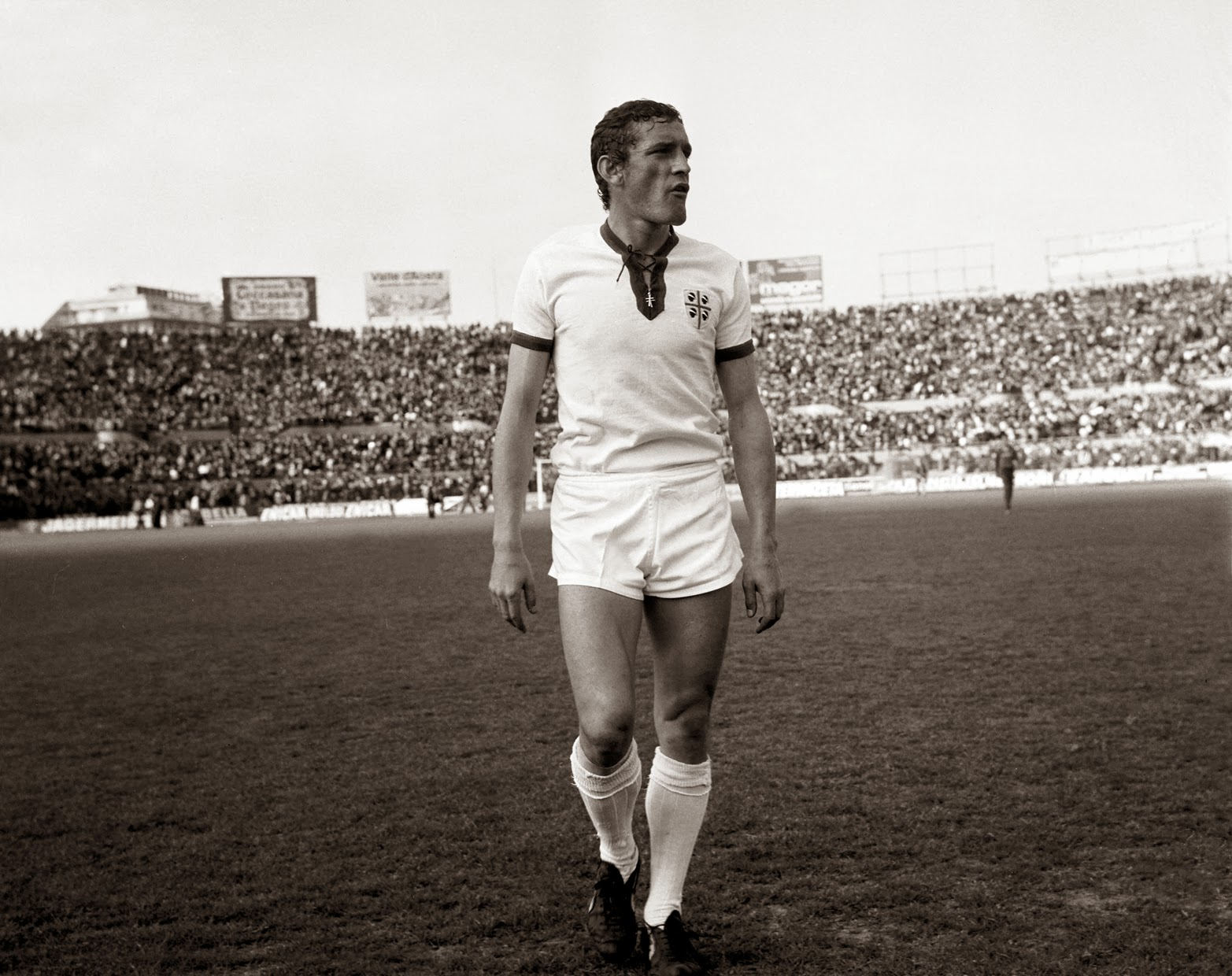
Riva en el Cagliari en 1970

En 2005, el Cagliari decidió honrar a Gigi Riva retirando el dorsal 11. Riva es sin duda recordado como uno de los grandes delanteros italianos de todos los tiempos junto a otros como Giuseppe Meazza, Silvio Piola, Valentino Mazzola, José Altafini, Roberto Baggio, Paolo Rossi, Giampiero Boniperti, Alessandro Del Piero, Francesco Totti.

## Selección de fútbol de Italia
Debutó con la selección italiana el 27 de junio de 1965, en el partido amistoso entre Hungría e Italia (2:1). En el minuto 8 de la primera parte tuvo que ocupar el puesto del lesionado Pascutti. Su primer gol con la selección italiana lo marcó en Cosenza, en el partido Italia-Chipre, que terminó 4:1 a favor de Italia.
Formó parte del equipo italiano que ganó la Eurocopa de 1968 derrotando en el partido de desempate a Yugoslavia por 2-0. Riva marcó el primer gol.
También participó en el Mundial de México de 1970, en la que Italia llegaría a la final, siendo derrotada por 4:1 por la histórica selección brasileña de Pelé, Rivelino, Jairzinho y Carlos Alberto. En este Mundial Riva marcó tres goles, dos en cuartos de final contra México y uno en la semifinal contra Alemania Federal, donde Beckenbauer jugó el partido con el brazo en cabestrillo.
Riva también jugó el siguiente Mundial en Alemania en 1974, donde Italia fracasó estrepitosamente tras caer en la primera fase, donde se hallaba emparejada con Polonia, Haití y Argentina. Italia ganó 3:1 a Haití, empató a 1 con Argentina y cayó 2:1 con Polonia , quedando tercera de grupo. Riva no marcó ningún gol en este Mundial, y jugó aquí su último partido con la selección. Fue el 19 de junio de 1974, en Stuttgart con ocasión del partido Italia-Argentina (1-1).
Gigi Riva es el máximo goleador de la historia de la selección italiana: 35 en 42 partidos. Durante la fase de clasificación para el Mundial de 1974, el 31 de marzo de 1973 en Génova durante el partido Italia-Luxemburgo (5-0) marcó cuatro goles.

## Características como jugador
La principal característica del juego de Luigi Riva era su gran habilidad con la pierna izquierda y sus peligrosas diagonales en velocidad, lo que le hizo convertirse en uno de los mejores jugadores italianos de la historia así como el cañón que tenía en la pierna izquierda (trueno).

## Clubes
| Club       | País   | Año         | Partidos | Goles |
| ---------- | ------ | ----------- | -------- | ----- |
| AC Legnano | Italia | 1961 - 1962 | 22       | 5     |
| Cagliari   | Italia | 1962 - 1976 | 315      | 164   |

## Palmarés

### Torneos nacionales
| Título  | Club            | País   | Año     |
| ------- | --------------- | ------ | ------- |
| Serie A | Cagliari Calcio | Italia | 1969-70 |

### Torneos internacionales
| Título   | Equipo              | Sede   | Año  |
| -------- | ------------------- | ------ | ---- |
| Eurocopa | Selección de Italia | Italia | 1968 |

### Distinciones individuales
| Distinción                              | Año     |
| --------------------------------------- | ------- |
| Máximo goleador de la Serie A de Italia | 1966-67 |
| Máximo goleador de la Serie A de Italia | 1968-69 |
| Máximo goleador de la Serie A de Italia | 1969-70 |

## Problemas de salud y fallecimiento
El 21 de enero de 2024, Riva fue hospitalizado en el Hospital San Michele de Cagliari por Síndrome coronario agudo; según el personal médico que lo atendió, inicialmente se encontraba en condiciones estables y le ofrecieron una intervención coronaria percutánea, decisión que optó por retrasar. Sin embargo, en la tarde del día 22 de enero del 2024, el estado de salud de Riva se deterioró repentinamente y finalmente falleció de un ataque cardíaco, a la edad de 79 años.